# Youri Tielemans
Youri Tielemans, född 7 maj 1997 i Sint-Pieters-Leeuw, är en belgisk fotbollsspelare (mittfältare) som spelar för Aston Villa i Premier League.

## Klubbkarriär
Youri Tielemans debuterade för Anderlecht i Jupiler League den 28 juli 2013 i en 3–2-förlust mot KSC Lokeren. Tielemans byttes in i den 24:e minuten mot Sacha Kljestan som skadat sig. Den 2 oktober 2013 blev Tielemans den yngsta belgiska spelaren någonsin i UEFA Champions League, då han gjorde sin Champions League-debut vid en ålder av 16 år, 4 månader och 25 dagar.
I maj 2017 värvades Tielemans av Monaco, där han skrev på ett femårskontrakt. Tielemans debuterade i Ligue 1 den 4 augusti 2017 i en 3–2-vinst över Toulouse, där han byttes in i den 87:e minuten mot Radamel Falcao.
Den 31 januari 2019 lånades Tielemans ut till Leicester City på ett låneavtal över resten av säsongen 2018/2019. Den 8 juli 2019 blev det en permanent övergång till Leicester City för Tielemans som skrev på ett fyraårskontrakt med klubben.
Den 10 juni 2023 värvades Tielemans av Aston Villa.